# Melicytus
Melicytus – rodzaj roślin z rodziny fiołkowatych (Violaceae). Obejmuje 19 gatunków. Centrum zróżnicowania rodzaju jest w Nowej Zelandii, gdzie rośnie 15 gatunków, w tym 14 rodzimych, z czego aż 12 to endemity. Pozostałe występują we wschodniej Australii (M. dentatus) i wyspach południowo-zachodniego Oceanu Spokojnego po Fidżi i Wyspy Salomona. Występują na obszarach skalistych w górach i na wybrzeżach oraz w zimozielonych lasach. Niektóre gatunki uprawiane są jako ozdobne ze względu na licznie tworzone wzdłuż pędów jagody. 

## Morfologia

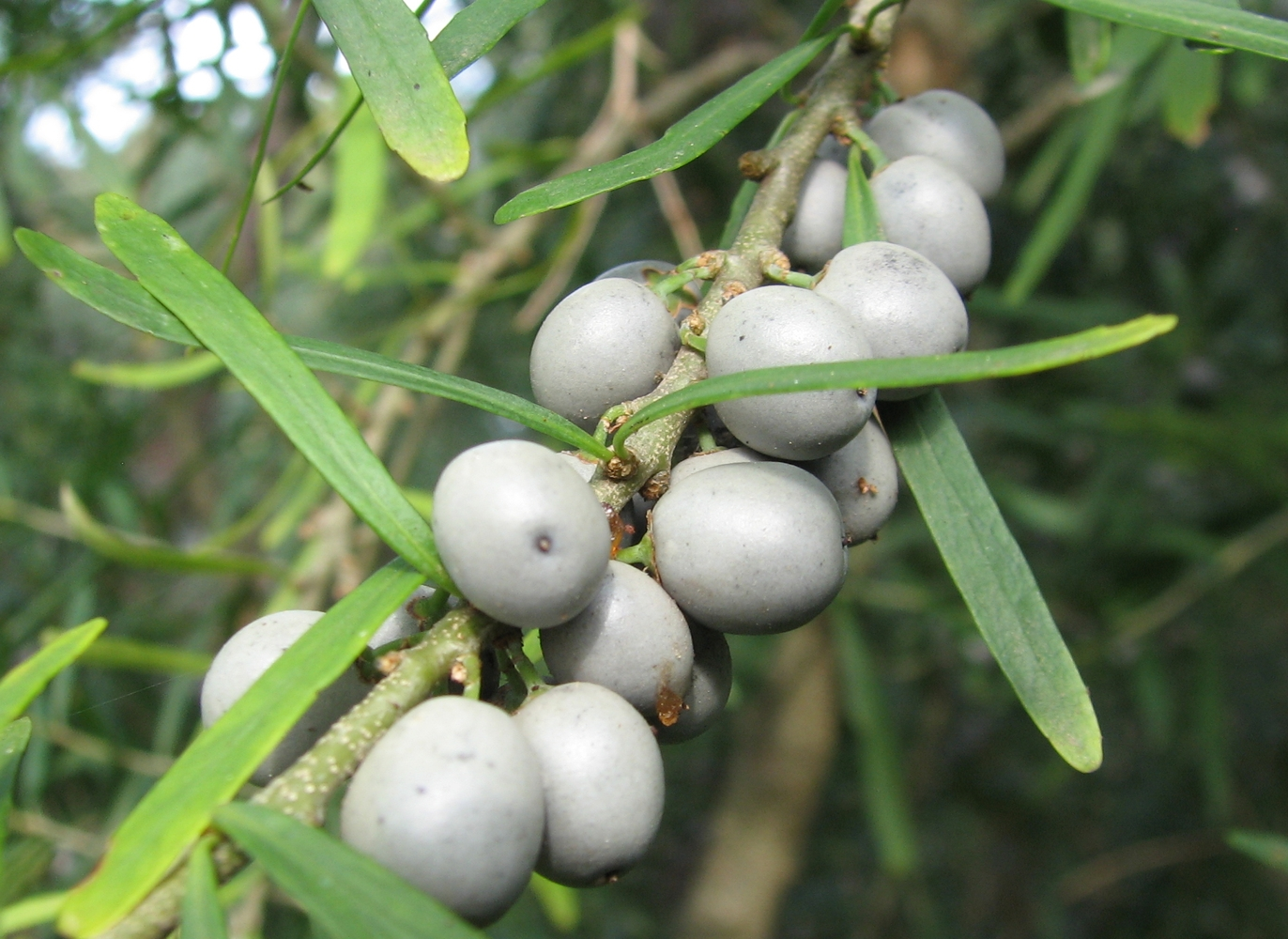
Melicytus dentatus

PokrójNiskie drzewa do 10 m wysokości i krzewy, często o pędach gęsto rozgałęzionych, sztywnych i wznoszących się ku górze. M. crassifolius jest niską rośliną poduszkową.
LiścieZimozielone, skrętoległe, pojedyncze, całobrzegie lub ząbkowane. Zwykle niewielkie, wsparte przylistkami.
KwiatyJednopłciowe z kwiatami męskimi i żeńskimi powstającymi na różnych roślinach (w efekcie te są dwupienne). Kwiaty są drobne – osiągają od 3 do 6 mm średnicy. Wyrastają zebrane w pęczki lub pojedynczo w kątach liści, na krótkich szypułkach wspartych dwoma drobnymi przysadkami. Mają 5 zrastających się działek kielicha. Płatków jest 5, często odgiętych na zewnątrz, barwy białawej, zielonkawej lub jasnożółtej. Okwiat jest talerzykowato rozpostarty lub dzwoneczkowaty. Kwiaty męskie zawierają 5 pręcików o nitkach często połączonych ząbkowaną na szczycie błonką w rurkę. Na nitkach lub błonce występują łuski lub woreczki miodnikowe. Kwiaty żeńskie zawierają jednokomorową zalążnię powstającą z trzech owocolistków, z szyjką słupka rozgałęzioną (z dwoma, trzema lub sześcioma ramionami).
OwoceJagody barwy białej, ciemnoniebieskiej, purpurowej, czasem dwubarwne – niebieskie z jednej strony i białe z drugiej. Zawierają nieliczne, czarne i kanciaste nasiona.

## Systematyka
Pozycja systematyczna rodzaju
Rodzaj należy do rodziny fiołkowatych (Violaceae), a w jej obrębie do podrodziny Violoideae, plemienia Rinoreeae i podplemienia Hymenantherinae (monotypowego po włączeniu do Melicytus przedstawicieli rodzaju Hymenanthera).
Wykaz gatunków
- Melicytus alpinus (Kirk) Garn.-Jones
- Melicytus angustifolius (R.Br. ex DC.) Garn.-Jones
- Melicytus chathamicus (F.Muell.) Garn.-Jones
- Melicytus crassifolius (Hook.f.) Garn.-Jones
- Melicytus dentatus (R.Br. ex DC.) Molloy & Mabb.
- Melicytus drucei Molloy & B.D.Clarkson
- Melicytus fasciger Gillespie
- Melicytus flexuosus Molloy & A.P.Druce
- Melicytus improcerus Heenan, Courtney & Molloy
- Melicytus lanceolatus Hook.f.
- Melicytus latifolius (Endl.) P.S.Green
- Melicytus macrophyllus A.Cunn.
- Melicytus micranthus (Hook.f.) Hook.f.
- Melicytus novae-zelandiae (A.Cunn.) P.S.Green
- Melicytus obovatus (Kirk) Garn.-Jones
- Melicytus orarius Heenan, de Lange, Courtney & Molloy
- Melicytus ramiflorus J.R.Forst. & G.Forst.
- Melicytus × ramilanceolatu s Allan
- Melicytus samoensis (Christoph.) A.C.Sm.
- Melicytus venosus Courtney, Heenan, Molloy & de Lange